# Sammy Jeridi
Sammy Jeridi, född 22 november 1973 i Råsunda församling, är en svensk författare som skriver spänningslitteratur. Hans debutroman var Ghettokungen. 

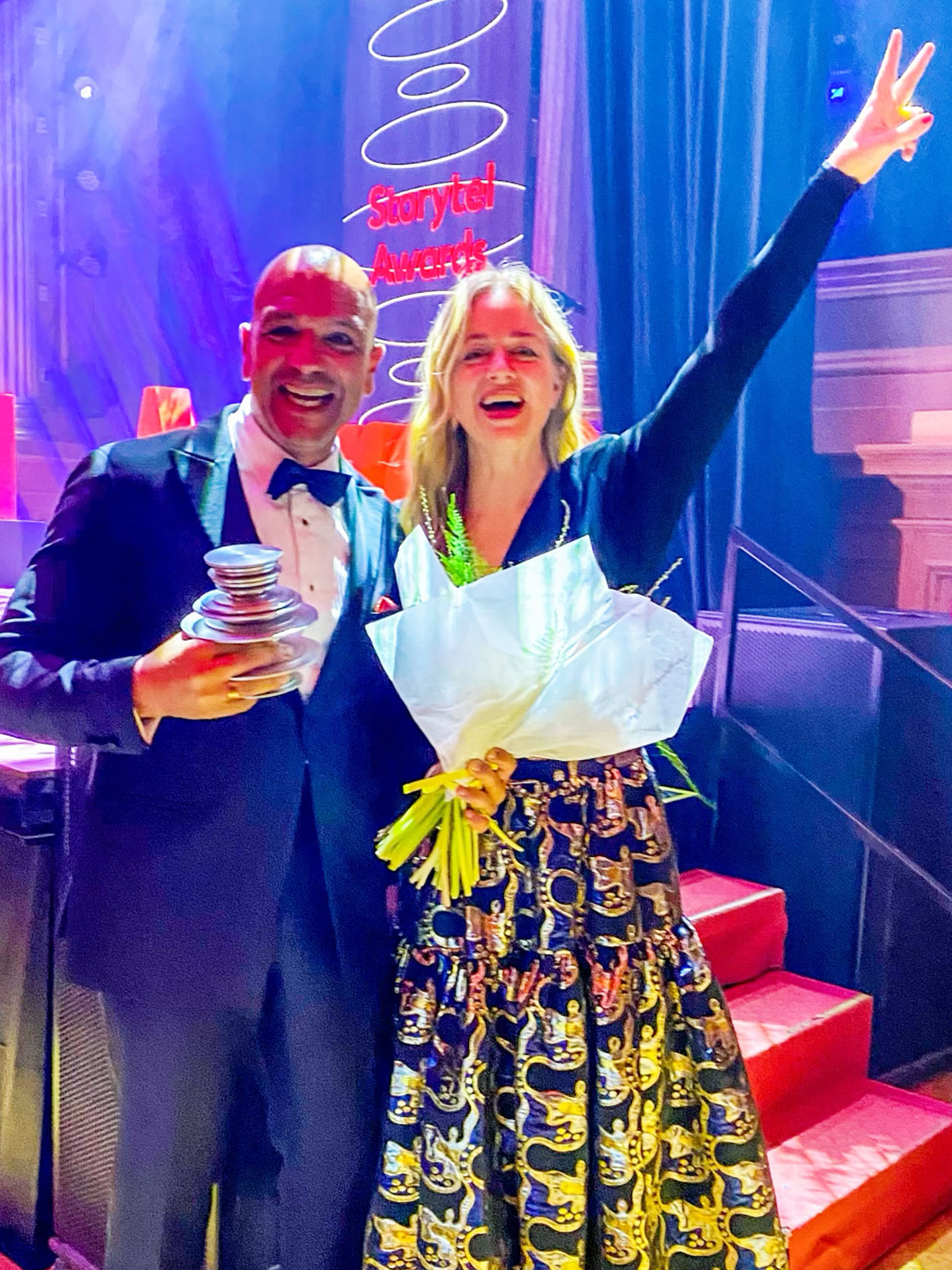
Sammy Jeridi, vinnare av Storytel Awards 2023, tillsammans med jurymedlem Ebba von Sydow.

Sammy Jeridis Ghettokungenserie har nominerats tre gånger i Stora Ljudbokspriset, Storytel Awards. Böckerna har blivit framröstade till final och 2023 vann han årets bästa bok i kategori spänning med boken "Ghettoprinsessan", med Jonas Malmsjö som inläsare.

## Biografi

### Bakgrund
Sammy Jeridi är född och uppväxt i Stockholm. Han utbildade sig till projektledare inom informations- och medieteknik 2001-2003 och arbetade inom försäljning hos olika företag i Sverige och Norge.  2006 startade Sammy Jerdi e-handelsföretaget Beauty Basket tillsammans med sin fru Hilde Jeridi. 2009 registrerades företaget om till Makeup Mekka AS. 2019 sålde paret företaget till norska klädföretaget Varner för runt 100 miljoner norska kronor. Sammy hade flera roller inom sitt företag Makeup Mekka, bland annat som Online Marketing Manager och Customer relations manager. 2016 färdigställde han sitt första bokmanus som resulterade i Ghettokungen som 2020 gavs ut på Bokförlaget Bokfabriken.